# Lilian Peter
Lilian Peter (* 1981 in München) ist eine deutsche Schriftstellerin und Übersetzerin, die vor allem mit literarischen Essays bekannt geworden ist.

## Leben
Peter studierte noch während ihrer Schulzeit einige Semester Klavier am Richard-Strauss-Konservatorium München im Rahmen eines Juniorstudiums. Nach dem Abitur studierte sie Philosophie in Wien, Tübingen und Heidelberg, wobei sie ihre Nebenfächer mehrfach wechselte (von Slawistik zu Gräzistik zu Musikwissenschaft, und anschließend Literarisches Schreiben am Deutschen Literaturinstitut Leipzig. Sie verbrachte Auslandssemester und Gastaufenthalte an der Karls-Universität Prag, der Sorbonne, Paris, und am Writing Department der Columbia University, New York City, wo sie erstmals intensiv mit dem Genre des literarischen/poetischen Essays (lyric essay) in Berührung kam. Dieses hybride Genre verknüpft verschiedene Elemente wie etwa Poesie, Memoir oder Theorie miteinander, wobei mit „Theorie“ meist postmodernes, literaturaffines Schreiben und Denken in Bezug auf und zugleich in Abgrenzung von klassischer Philosophie gemeint ist.

## Werk
Ab 2017 publizierte Peter regelmäßig in Literaturzeitschriften, darunter Edit, Bella triste, außer.dem, Signaturen, Ostragehege. 2017 erhielt sie den 1. Preis beim Edit-Essaypreis für ihren Text Diebinnen im Paradies, erschienen 2018. 2022 erschien Peters Essaysammlung Mutter geht aus bei diaphanes, die für ihre Vielschichtigkeit und Verspieltheit einhellig gelobt wurde. Die Kritik hob etwa die „ungewöhnlichen Gedankenkombinationen“ (Insa Wilke, WDR) hervor, oder dass die Autorin „die Übergänge zwischen Philosophie und Poesie verschwimmen“ lasse (Sabine Rohlf, Berliner Zeitung). 
2021 erschien auf der Website des Goethe-Instituts Kyoto zwischen Peter und der japanischen Schriftstellerin Yui Tanizaki (* 1978) ein Briefwechsel, in dem es u. a. um das Schreiben des weiblichen oder weiblich gelesenen Körpers ging sowie um Fragen von Literatur und Mutterschaft. Die Briefe erschienen fortlaufend und wurden jeweils ins Deutsche bzw. Japanische übersetzt. 
Peter übersetzte mehrere Werke zeitgenössischer französischer Philosophie ins Deutsche, bevor sie sich auch als Übersetzerin auf die Literatur verlegte. Ihre Neuübersetzung von Erica Jongs Roman Angst vorm Fliegen stand 2025 auf der Shortlist für den Preis der Leipziger Buchmesse.

## Auszeichnungen
- 2015 Gargonza Arts Award auf Benennung von Ulrike Draesner
- 2017 1. Preis beim Edit Essaypreis[8]
- 2019 Aufenthaltsstipendium der Villa Kamogawa, Kyoto[9]
- 2020 Arbeitsstipendium der Berliner Senatsverwaltung für Kultur und Europa[2]
- 2021 Aufenthaltsstipendium im Künstlerhaus Edenkoben
- 2023 Arbeitsstipendium des  Deutschen Übersetzerfonds[10]
- 2023–24 Arbeitsstipendium Literatur des Freundeskreises der Stiftung Preußische Seehandlung[11]
- 2025 Shortlist Preis der Leipziger Buchmesse (Kategorie Übersetzung)

## Werke (Auswahl)
- Herr oder Frau Müller, in: Bella triste Nr. 52, Hildesheim 2018.
- Diebinnen im Paradies. Matthes & Seitz, Berlin 2018, ISBN 978-3-95757-674-3 (E-Book).
- Mutter geht aus. Essays. Diaphanes, Zürich 2022, ISBN 978-3-0358-0513-0.
- Unterkommen, in: Rhinozeros Nr. 4, Matthes & Seitz, Berlin 2024.
- Auslandsvertretung, in: Ostragehege Nr. 114, Dresden 2024.
- Diplomatic Mission, übers. v. Bradley Schmidt, in: Sand Journal Nr. 28, Berlin 2025.

Übersetzungen
- Franck Fischbach: Manifest für eine Sozialphilosophie. Transcript, Bielefeld 2016, ISBN 978-3-8376-3244-6.
- Jacques Bidet: Foucault mit Marx. Dietz, Berlin 2023, ISBN 978-3-320-02396-6.
- Rachel Sur: Das Bauhaus, Tel Aviv & Refugien der Zukunft, in: Stadtsprachen Magazin, 2021.
- Erica Jong: Angst vorm Fliegen. Roman. Ecco, Hamburg 2024, ISBN 978-3-7530-0094-7 (Nachwort von Lilian Peter).